# Kanonenjagdpanzer
Hanomag-Henschel JagdPanzer 4-5, kort JPz 4-5, alternativt Kanonenjagdpanzer, kort KanJPz, alternativt Jagdpanzer Kanone 90mm, kort JPz kan 90mm var en västtysk pansarvärnskanonvagn som användes under kalla kriget. Pansarvärnskanonvagnen var beväpnad med en 90 mm kanon som återanvändes från den utrangerade stridsvagnen M47 Patton. Vagnen var löst baserad på den tidigare Jagdpanzer IV och den obyggda E-25.

## Historik
De första prototyperna av Kanonenjagdpanzer byggdes 1960 av tre företag, Hanomag och Henschel till Västtyskland och MOWAG till Schweiz. Hanomag och Henschel fortsatte mellan åren 1966 och 1967 att tillverka pansarvärnskanonvagnen, totalt kom 770 att tillverkas för tyska Bundeswehr, jämnt fördelat mellan de två företagen. I april 1975 kom 80 av dessa vagnar att levereras till den belgiska armén. 
När Sovjetunionen började tillföra stridsvagnarna T-64 och T-72 till sin armé, blev Kanonenjagdpanzer snabbt omodern på grund av sin 90 mm kanon. Tillverkarna hävdade dock att vagnen enkelt skulle kunna moderniseras med en 105 mm kanon för att möta de nya sovjetiska stridsvagnarna. Mellan 1983 och 1985 byggdes istället 163 av vagnarna om till pansarvärnsrobotbandvagnar. Ett visst antal vagnar kom även att byggas och anpassas för artilleriobservation och benämndes Beobachtungspanzer, vilka tillfördes till granatkastarenheter. Kanonenjagdpanzer var i tjänst fram till 1990, dock endast inom Heimatschutztruppe (motsvarighet till svenska Hemvärnet).

## Varianter
- Kanonenjagdpanzer 90, kort KanJPz 90 - pansarvärnskanonvagn.

Originalvariant med en 90 mm kanon
- Kanonenjagdpanzer 105, kort KanJPz 105 - pansarvärnskanonvagn.

Förslagen variant med en 105 mm kanon
- Raketenjagdpanzer 2, kort RakJPz 2 - pansarvärnsrobotbandvagn.

Pansarvärnsrobotbandvagn baserad på samma chassi som JPz 4-5. Istället för kanonen i fronten så fanns två pvrbramper på taket som var höll en Nord SS.11 pvrobot.
- Raketenjagdpanzer 3 Jaguar 1, kort RakJPz 3 - pansarvärnsrobotbandvagn.

Modifierade RakJPz 2 som fått extra skydd och en tub för HOT-robotar istället för de två tidigare ramperna med SS.11 robotar.
- Raketenjagdpanzer 4 Jaguar 2, kort RakJPz 4 - pansarvärnsrobotbandvagn.

Modifierade JPz 4-5 som fått extra skydd och 90 mm kanonen ersatt av en tub för TOW-robotar.
- Beobachtungspanzer 6 - eldledningspansarbandvagn.

JPz 4-5 som fått kanonen bortmonterad för att bli eldledningspansarbandvagnar.

## Användare
- Tyskland - kom att operera med totalt 770 Kanonenjagdpanzer
- Belgien - kom att operera med totalt 80 moderniserade Kanonenjagdpanzer från 1975 och framåt.